# Astragalus tatsienensis
Astragalus tatsienensis är en ärtväxtart som beskrevs av Louis Édouard Bureau och Adrien René Franchet. Astragalus tatsienensis ingår i släktet vedlar, och familjen ärtväxter.

## Underarter
Arten delas in i följande underarter:
- A. t. incanus
- A. t. kangrenbuchiensis
- A. t. tatsienensis